# Frank Poole contra HAL 9000
Frank Poole contra HAL 9000 és una partida fictícia d'escacs que es juga a la pel·lícula 2001: una odissea de l'espai. A la pel·lícula, s'hi veu l'astronauta Frank Poole jugant contra la supercomputadora HAL 9000. Com que se suposa que HAL és infalible, ningú se sorprèn que l'ordinador derroti en Poole (tot i que la novel·la menciona que HAL està programat per guanyar només el 50% de les vegades, per tal de donar alguna emoció a les partides contra els astronautes).
El director Stanley Kubrick fou un apassionat jugador d'escacs, i per això, al contrari que moltes escenes d'escacs en altres pel·lícules, l'anàlisi de la posició mostrada en aquest film, té sentit. La partida sembla que és una partida real, extreta d'una partida de torneig entre A. Roesch i W. Schlage, jugada a Hamburg el 1910.

## La partida
|   | a | b | c | d | e | f | g | h |   |
| 8 | a8 blanques dama · f8 negres torre · g8 negres rei · c7 negres peó · e7 negres alfil · f7 negres peó · g7 negres peó · h7 negres peó · a6 negres peó · b5 negres peó · e5 negres cavall · f4 negres cavall · c3 blanques peó · d3 negres dama · h3 negres alfil · a2 blanques peó · b2 blanques peó · d2 blanques peó · f2 blanques peó · g2 blanques peó · h2 blanques peó · a1 blanques torre · b1 blanques cavall · c1 blanques alfil · d1 blanques alfil · f1 blanques torre · g1 blanques rei | a8 blanques dama · f8 negres torre · g8 negres rei · c7 negres peó · e7 negres alfil · f7 negres peó · g7 negres peó · h7 negres peó · a6 negres peó · b5 negres peó · e5 negres cavall · f4 negres cavall · c3 blanques peó · d3 negres dama · h3 negres alfil · a2 blanques peó · b2 blanques peó · d2 blanques peó · f2 blanques peó · g2 blanques peó · h2 blanques peó · a1 blanques torre · b1 blanques cavall · c1 blanques alfil · d1 blanques alfil · f1 blanques torre · g1 blanques rei | a8 blanques dama · f8 negres torre · g8 negres rei · c7 negres peó · e7 negres alfil · f7 negres peó · g7 negres peó · h7 negres peó · a6 negres peó · b5 negres peó · e5 negres cavall · f4 negres cavall · c3 blanques peó · d3 negres dama · h3 negres alfil · a2 blanques peó · b2 blanques peó · d2 blanques peó · f2 blanques peó · g2 blanques peó · h2 blanques peó · a1 blanques torre · b1 blanques cavall · c1 blanques alfil · d1 blanques alfil · f1 blanques torre · g1 blanques rei | a8 blanques dama · f8 negres torre · g8 negres rei · c7 negres peó · e7 negres alfil · f7 negres peó · g7 negres peó · h7 negres peó · a6 negres peó · b5 negres peó · e5 negres cavall · f4 negres cavall · c3 blanques peó · d3 negres dama · h3 negres alfil · a2 blanques peó · b2 blanques peó · d2 blanques peó · f2 blanques peó · g2 blanques peó · h2 blanques peó · a1 blanques torre · b1 blanques cavall · c1 blanques alfil · d1 blanques alfil · f1 blanques torre · g1 blanques rei | a8 blanques dama · f8 negres torre · g8 negres rei · c7 negres peó · e7 negres alfil · f7 negres peó · g7 negres peó · h7 negres peó · a6 negres peó · b5 negres peó · e5 negres cavall · f4 negres cavall · c3 blanques peó · d3 negres dama · h3 negres alfil · a2 blanques peó · b2 blanques peó · d2 blanques peó · f2 blanques peó · g2 blanques peó · h2 blanques peó · a1 blanques torre · b1 blanques cavall · c1 blanques alfil · d1 blanques alfil · f1 blanques torre · g1 blanques rei | a8 blanques dama · f8 negres torre · g8 negres rei · c7 negres peó · e7 negres alfil · f7 negres peó · g7 negres peó · h7 negres peó · a6 negres peó · b5 negres peó · e5 negres cavall · f4 negres cavall · c3 blanques peó · d3 negres dama · h3 negres alfil · a2 blanques peó · b2 blanques peó · d2 blanques peó · f2 blanques peó · g2 blanques peó · h2 blanques peó · a1 blanques torre · b1 blanques cavall · c1 blanques alfil · d1 blanques alfil · f1 blanques torre · g1 blanques rei | a8 blanques dama · f8 negres torre · g8 negres rei · c7 negres peó · e7 negres alfil · f7 negres peó · g7 negres peó · h7 negres peó · a6 negres peó · b5 negres peó · e5 negres cavall · f4 negres cavall · c3 blanques peó · d3 negres dama · h3 negres alfil · a2 blanques peó · b2 blanques peó · d2 blanques peó · f2 blanques peó · g2 blanques peó · h2 blanques peó · a1 blanques torre · b1 blanques cavall · c1 blanques alfil · d1 blanques alfil · f1 blanques torre · g1 blanques rei | a8 blanques dama · f8 negres torre · g8 negres rei · c7 negres peó · e7 negres alfil · f7 negres peó · g7 negres peó · h7 negres peó · a6 negres peó · b5 negres peó · e5 negres cavall · f4 negres cavall · c3 blanques peó · d3 negres dama · h3 negres alfil · a2 blanques peó · b2 blanques peó · d2 blanques peó · f2 blanques peó · g2 blanques peó · h2 blanques peó · a1 blanques torre · b1 blanques cavall · c1 blanques alfil · d1 blanques alfil · f1 blanques torre · g1 blanques rei | 8 |
| 7 | a8 blanques dama · f8 negres torre · g8 negres rei · c7 negres peó · e7 negres alfil · f7 negres peó · g7 negres peó · h7 negres peó · a6 negres peó · b5 negres peó · e5 negres cavall · f4 negres cavall · c3 blanques peó · d3 negres dama · h3 negres alfil · a2 blanques peó · b2 blanques peó · d2 blanques peó · f2 blanques peó · g2 blanques peó · h2 blanques peó · a1 blanques torre · b1 blanques cavall · c1 blanques alfil · d1 blanques alfil · f1 blanques torre · g1 blanques rei | a8 blanques dama · f8 negres torre · g8 negres rei · c7 negres peó · e7 negres alfil · f7 negres peó · g7 negres peó · h7 negres peó · a6 negres peó · b5 negres peó · e5 negres cavall · f4 negres cavall · c3 blanques peó · d3 negres dama · h3 negres alfil · a2 blanques peó · b2 blanques peó · d2 blanques peó · f2 blanques peó · g2 blanques peó · h2 blanques peó · a1 blanques torre · b1 blanques cavall · c1 blanques alfil · d1 blanques alfil · f1 blanques torre · g1 blanques rei | a8 blanques dama · f8 negres torre · g8 negres rei · c7 negres peó · e7 negres alfil · f7 negres peó · g7 negres peó · h7 negres peó · a6 negres peó · b5 negres peó · e5 negres cavall · f4 negres cavall · c3 blanques peó · d3 negres dama · h3 negres alfil · a2 blanques peó · b2 blanques peó · d2 blanques peó · f2 blanques peó · g2 blanques peó · h2 blanques peó · a1 blanques torre · b1 blanques cavall · c1 blanques alfil · d1 blanques alfil · f1 blanques torre · g1 blanques rei | a8 blanques dama · f8 negres torre · g8 negres rei · c7 negres peó · e7 negres alfil · f7 negres peó · g7 negres peó · h7 negres peó · a6 negres peó · b5 negres peó · e5 negres cavall · f4 negres cavall · c3 blanques peó · d3 negres dama · h3 negres alfil · a2 blanques peó · b2 blanques peó · d2 blanques peó · f2 blanques peó · g2 blanques peó · h2 blanques peó · a1 blanques torre · b1 blanques cavall · c1 blanques alfil · d1 blanques alfil · f1 blanques torre · g1 blanques rei | a8 blanques dama · f8 negres torre · g8 negres rei · c7 negres peó · e7 negres alfil · f7 negres peó · g7 negres peó · h7 negres peó · a6 negres peó · b5 negres peó · e5 negres cavall · f4 negres cavall · c3 blanques peó · d3 negres dama · h3 negres alfil · a2 blanques peó · b2 blanques peó · d2 blanques peó · f2 blanques peó · g2 blanques peó · h2 blanques peó · a1 blanques torre · b1 blanques cavall · c1 blanques alfil · d1 blanques alfil · f1 blanques torre · g1 blanques rei | a8 blanques dama · f8 negres torre · g8 negres rei · c7 negres peó · e7 negres alfil · f7 negres peó · g7 negres peó · h7 negres peó · a6 negres peó · b5 negres peó · e5 negres cavall · f4 negres cavall · c3 blanques peó · d3 negres dama · h3 negres alfil · a2 blanques peó · b2 blanques peó · d2 blanques peó · f2 blanques peó · g2 blanques peó · h2 blanques peó · a1 blanques torre · b1 blanques cavall · c1 blanques alfil · d1 blanques alfil · f1 blanques torre · g1 blanques rei | a8 blanques dama · f8 negres torre · g8 negres rei · c7 negres peó · e7 negres alfil · f7 negres peó · g7 negres peó · h7 negres peó · a6 negres peó · b5 negres peó · e5 negres cavall · f4 negres cavall · c3 blanques peó · d3 negres dama · h3 negres alfil · a2 blanques peó · b2 blanques peó · d2 blanques peó · f2 blanques peó · g2 blanques peó · h2 blanques peó · a1 blanques torre · b1 blanques cavall · c1 blanques alfil · d1 blanques alfil · f1 blanques torre · g1 blanques rei | a8 blanques dama · f8 negres torre · g8 negres rei · c7 negres peó · e7 negres alfil · f7 negres peó · g7 negres peó · h7 negres peó · a6 negres peó · b5 negres peó · e5 negres cavall · f4 negres cavall · c3 blanques peó · d3 negres dama · h3 negres alfil · a2 blanques peó · b2 blanques peó · d2 blanques peó · f2 blanques peó · g2 blanques peó · h2 blanques peó · a1 blanques torre · b1 blanques cavall · c1 blanques alfil · d1 blanques alfil · f1 blanques torre · g1 blanques rei | 7 |
| 6 | a8 blanques dama · f8 negres torre · g8 negres rei · c7 negres peó · e7 negres alfil · f7 negres peó · g7 negres peó · h7 negres peó · a6 negres peó · b5 negres peó · e5 negres cavall · f4 negres cavall · c3 blanques peó · d3 negres dama · h3 negres alfil · a2 blanques peó · b2 blanques peó · d2 blanques peó · f2 blanques peó · g2 blanques peó · h2 blanques peó · a1 blanques torre · b1 blanques cavall · c1 blanques alfil · d1 blanques alfil · f1 blanques torre · g1 blanques rei | a8 blanques dama · f8 negres torre · g8 negres rei · c7 negres peó · e7 negres alfil · f7 negres peó · g7 negres peó · h7 negres peó · a6 negres peó · b5 negres peó · e5 negres cavall · f4 negres cavall · c3 blanques peó · d3 negres dama · h3 negres alfil · a2 blanques peó · b2 blanques peó · d2 blanques peó · f2 blanques peó · g2 blanques peó · h2 blanques peó · a1 blanques torre · b1 blanques cavall · c1 blanques alfil · d1 blanques alfil · f1 blanques torre · g1 blanques rei | a8 blanques dama · f8 negres torre · g8 negres rei · c7 negres peó · e7 negres alfil · f7 negres peó · g7 negres peó · h7 negres peó · a6 negres peó · b5 negres peó · e5 negres cavall · f4 negres cavall · c3 blanques peó · d3 negres dama · h3 negres alfil · a2 blanques peó · b2 blanques peó · d2 blanques peó · f2 blanques peó · g2 blanques peó · h2 blanques peó · a1 blanques torre · b1 blanques cavall · c1 blanques alfil · d1 blanques alfil · f1 blanques torre · g1 blanques rei | a8 blanques dama · f8 negres torre · g8 negres rei · c7 negres peó · e7 negres alfil · f7 negres peó · g7 negres peó · h7 negres peó · a6 negres peó · b5 negres peó · e5 negres cavall · f4 negres cavall · c3 blanques peó · d3 negres dama · h3 negres alfil · a2 blanques peó · b2 blanques peó · d2 blanques peó · f2 blanques peó · g2 blanques peó · h2 blanques peó · a1 blanques torre · b1 blanques cavall · c1 blanques alfil · d1 blanques alfil · f1 blanques torre · g1 blanques rei | a8 blanques dama · f8 negres torre · g8 negres rei · c7 negres peó · e7 negres alfil · f7 negres peó · g7 negres peó · h7 negres peó · a6 negres peó · b5 negres peó · e5 negres cavall · f4 negres cavall · c3 blanques peó · d3 negres dama · h3 negres alfil · a2 blanques peó · b2 blanques peó · d2 blanques peó · f2 blanques peó · g2 blanques peó · h2 blanques peó · a1 blanques torre · b1 blanques cavall · c1 blanques alfil · d1 blanques alfil · f1 blanques torre · g1 blanques rei | a8 blanques dama · f8 negres torre · g8 negres rei · c7 negres peó · e7 negres alfil · f7 negres peó · g7 negres peó · h7 negres peó · a6 negres peó · b5 negres peó · e5 negres cavall · f4 negres cavall · c3 blanques peó · d3 negres dama · h3 negres alfil · a2 blanques peó · b2 blanques peó · d2 blanques peó · f2 blanques peó · g2 blanques peó · h2 blanques peó · a1 blanques torre · b1 blanques cavall · c1 blanques alfil · d1 blanques alfil · f1 blanques torre · g1 blanques rei | a8 blanques dama · f8 negres torre · g8 negres rei · c7 negres peó · e7 negres alfil · f7 negres peó · g7 negres peó · h7 negres peó · a6 negres peó · b5 negres peó · e5 negres cavall · f4 negres cavall · c3 blanques peó · d3 negres dama · h3 negres alfil · a2 blanques peó · b2 blanques peó · d2 blanques peó · f2 blanques peó · g2 blanques peó · h2 blanques peó · a1 blanques torre · b1 blanques cavall · c1 blanques alfil · d1 blanques alfil · f1 blanques torre · g1 blanques rei | a8 blanques dama · f8 negres torre · g8 negres rei · c7 negres peó · e7 negres alfil · f7 negres peó · g7 negres peó · h7 negres peó · a6 negres peó · b5 negres peó · e5 negres cavall · f4 negres cavall · c3 blanques peó · d3 negres dama · h3 negres alfil · a2 blanques peó · b2 blanques peó · d2 blanques peó · f2 blanques peó · g2 blanques peó · h2 blanques peó · a1 blanques torre · b1 blanques cavall · c1 blanques alfil · d1 blanques alfil · f1 blanques torre · g1 blanques rei | 6 |
| 5 | a8 blanques dama · f8 negres torre · g8 negres rei · c7 negres peó · e7 negres alfil · f7 negres peó · g7 negres peó · h7 negres peó · a6 negres peó · b5 negres peó · e5 negres cavall · f4 negres cavall · c3 blanques peó · d3 negres dama · h3 negres alfil · a2 blanques peó · b2 blanques peó · d2 blanques peó · f2 blanques peó · g2 blanques peó · h2 blanques peó · a1 blanques torre · b1 blanques cavall · c1 blanques alfil · d1 blanques alfil · f1 blanques torre · g1 blanques rei | a8 blanques dama · f8 negres torre · g8 negres rei · c7 negres peó · e7 negres alfil · f7 negres peó · g7 negres peó · h7 negres peó · a6 negres peó · b5 negres peó · e5 negres cavall · f4 negres cavall · c3 blanques peó · d3 negres dama · h3 negres alfil · a2 blanques peó · b2 blanques peó · d2 blanques peó · f2 blanques peó · g2 blanques peó · h2 blanques peó · a1 blanques torre · b1 blanques cavall · c1 blanques alfil · d1 blanques alfil · f1 blanques torre · g1 blanques rei | a8 blanques dama · f8 negres torre · g8 negres rei · c7 negres peó · e7 negres alfil · f7 negres peó · g7 negres peó · h7 negres peó · a6 negres peó · b5 negres peó · e5 negres cavall · f4 negres cavall · c3 blanques peó · d3 negres dama · h3 negres alfil · a2 blanques peó · b2 blanques peó · d2 blanques peó · f2 blanques peó · g2 blanques peó · h2 blanques peó · a1 blanques torre · b1 blanques cavall · c1 blanques alfil · d1 blanques alfil · f1 blanques torre · g1 blanques rei | a8 blanques dama · f8 negres torre · g8 negres rei · c7 negres peó · e7 negres alfil · f7 negres peó · g7 negres peó · h7 negres peó · a6 negres peó · b5 negres peó · e5 negres cavall · f4 negres cavall · c3 blanques peó · d3 negres dama · h3 negres alfil · a2 blanques peó · b2 blanques peó · d2 blanques peó · f2 blanques peó · g2 blanques peó · h2 blanques peó · a1 blanques torre · b1 blanques cavall · c1 blanques alfil · d1 blanques alfil · f1 blanques torre · g1 blanques rei | a8 blanques dama · f8 negres torre · g8 negres rei · c7 negres peó · e7 negres alfil · f7 negres peó · g7 negres peó · h7 negres peó · a6 negres peó · b5 negres peó · e5 negres cavall · f4 negres cavall · c3 blanques peó · d3 negres dama · h3 negres alfil · a2 blanques peó · b2 blanques peó · d2 blanques peó · f2 blanques peó · g2 blanques peó · h2 blanques peó · a1 blanques torre · b1 blanques cavall · c1 blanques alfil · d1 blanques alfil · f1 blanques torre · g1 blanques rei | a8 blanques dama · f8 negres torre · g8 negres rei · c7 negres peó · e7 negres alfil · f7 negres peó · g7 negres peó · h7 negres peó · a6 negres peó · b5 negres peó · e5 negres cavall · f4 negres cavall · c3 blanques peó · d3 negres dama · h3 negres alfil · a2 blanques peó · b2 blanques peó · d2 blanques peó · f2 blanques peó · g2 blanques peó · h2 blanques peó · a1 blanques torre · b1 blanques cavall · c1 blanques alfil · d1 blanques alfil · f1 blanques torre · g1 blanques rei | a8 blanques dama · f8 negres torre · g8 negres rei · c7 negres peó · e7 negres alfil · f7 negres peó · g7 negres peó · h7 negres peó · a6 negres peó · b5 negres peó · e5 negres cavall · f4 negres cavall · c3 blanques peó · d3 negres dama · h3 negres alfil · a2 blanques peó · b2 blanques peó · d2 blanques peó · f2 blanques peó · g2 blanques peó · h2 blanques peó · a1 blanques torre · b1 blanques cavall · c1 blanques alfil · d1 blanques alfil · f1 blanques torre · g1 blanques rei | a8 blanques dama · f8 negres torre · g8 negres rei · c7 negres peó · e7 negres alfil · f7 negres peó · g7 negres peó · h7 negres peó · a6 negres peó · b5 negres peó · e5 negres cavall · f4 negres cavall · c3 blanques peó · d3 negres dama · h3 negres alfil · a2 blanques peó · b2 blanques peó · d2 blanques peó · f2 blanques peó · g2 blanques peó · h2 blanques peó · a1 blanques torre · b1 blanques cavall · c1 blanques alfil · d1 blanques alfil · f1 blanques torre · g1 blanques rei | 5 |
| 4 | a8 blanques dama · f8 negres torre · g8 negres rei · c7 negres peó · e7 negres alfil · f7 negres peó · g7 negres peó · h7 negres peó · a6 negres peó · b5 negres peó · e5 negres cavall · f4 negres cavall · c3 blanques peó · d3 negres dama · h3 negres alfil · a2 blanques peó · b2 blanques peó · d2 blanques peó · f2 blanques peó · g2 blanques peó · h2 blanques peó · a1 blanques torre · b1 blanques cavall · c1 blanques alfil · d1 blanques alfil · f1 blanques torre · g1 blanques rei | a8 blanques dama · f8 negres torre · g8 negres rei · c7 negres peó · e7 negres alfil · f7 negres peó · g7 negres peó · h7 negres peó · a6 negres peó · b5 negres peó · e5 negres cavall · f4 negres cavall · c3 blanques peó · d3 negres dama · h3 negres alfil · a2 blanques peó · b2 blanques peó · d2 blanques peó · f2 blanques peó · g2 blanques peó · h2 blanques peó · a1 blanques torre · b1 blanques cavall · c1 blanques alfil · d1 blanques alfil · f1 blanques torre · g1 blanques rei | a8 blanques dama · f8 negres torre · g8 negres rei · c7 negres peó · e7 negres alfil · f7 negres peó · g7 negres peó · h7 negres peó · a6 negres peó · b5 negres peó · e5 negres cavall · f4 negres cavall · c3 blanques peó · d3 negres dama · h3 negres alfil · a2 blanques peó · b2 blanques peó · d2 blanques peó · f2 blanques peó · g2 blanques peó · h2 blanques peó · a1 blanques torre · b1 blanques cavall · c1 blanques alfil · d1 blanques alfil · f1 blanques torre · g1 blanques rei | a8 blanques dama · f8 negres torre · g8 negres rei · c7 negres peó · e7 negres alfil · f7 negres peó · g7 negres peó · h7 negres peó · a6 negres peó · b5 negres peó · e5 negres cavall · f4 negres cavall · c3 blanques peó · d3 negres dama · h3 negres alfil · a2 blanques peó · b2 blanques peó · d2 blanques peó · f2 blanques peó · g2 blanques peó · h2 blanques peó · a1 blanques torre · b1 blanques cavall · c1 blanques alfil · d1 blanques alfil · f1 blanques torre · g1 blanques rei | a8 blanques dama · f8 negres torre · g8 negres rei · c7 negres peó · e7 negres alfil · f7 negres peó · g7 negres peó · h7 negres peó · a6 negres peó · b5 negres peó · e5 negres cavall · f4 negres cavall · c3 blanques peó · d3 negres dama · h3 negres alfil · a2 blanques peó · b2 blanques peó · d2 blanques peó · f2 blanques peó · g2 blanques peó · h2 blanques peó · a1 blanques torre · b1 blanques cavall · c1 blanques alfil · d1 blanques alfil · f1 blanques torre · g1 blanques rei | a8 blanques dama · f8 negres torre · g8 negres rei · c7 negres peó · e7 negres alfil · f7 negres peó · g7 negres peó · h7 negres peó · a6 negres peó · b5 negres peó · e5 negres cavall · f4 negres cavall · c3 blanques peó · d3 negres dama · h3 negres alfil · a2 blanques peó · b2 blanques peó · d2 blanques peó · f2 blanques peó · g2 blanques peó · h2 blanques peó · a1 blanques torre · b1 blanques cavall · c1 blanques alfil · d1 blanques alfil · f1 blanques torre · g1 blanques rei | a8 blanques dama · f8 negres torre · g8 negres rei · c7 negres peó · e7 negres alfil · f7 negres peó · g7 negres peó · h7 negres peó · a6 negres peó · b5 negres peó · e5 negres cavall · f4 negres cavall · c3 blanques peó · d3 negres dama · h3 negres alfil · a2 blanques peó · b2 blanques peó · d2 blanques peó · f2 blanques peó · g2 blanques peó · h2 blanques peó · a1 blanques torre · b1 blanques cavall · c1 blanques alfil · d1 blanques alfil · f1 blanques torre · g1 blanques rei | a8 blanques dama · f8 negres torre · g8 negres rei · c7 negres peó · e7 negres alfil · f7 negres peó · g7 negres peó · h7 negres peó · a6 negres peó · b5 negres peó · e5 negres cavall · f4 negres cavall · c3 blanques peó · d3 negres dama · h3 negres alfil · a2 blanques peó · b2 blanques peó · d2 blanques peó · f2 blanques peó · g2 blanques peó · h2 blanques peó · a1 blanques torre · b1 blanques cavall · c1 blanques alfil · d1 blanques alfil · f1 blanques torre · g1 blanques rei | 4 |
| 3 | a8 blanques dama · f8 negres torre · g8 negres rei · c7 negres peó · e7 negres alfil · f7 negres peó · g7 negres peó · h7 negres peó · a6 negres peó · b5 negres peó · e5 negres cavall · f4 negres cavall · c3 blanques peó · d3 negres dama · h3 negres alfil · a2 blanques peó · b2 blanques peó · d2 blanques peó · f2 blanques peó · g2 blanques peó · h2 blanques peó · a1 blanques torre · b1 blanques cavall · c1 blanques alfil · d1 blanques alfil · f1 blanques torre · g1 blanques rei | a8 blanques dama · f8 negres torre · g8 negres rei · c7 negres peó · e7 negres alfil · f7 negres peó · g7 negres peó · h7 negres peó · a6 negres peó · b5 negres peó · e5 negres cavall · f4 negres cavall · c3 blanques peó · d3 negres dama · h3 negres alfil · a2 blanques peó · b2 blanques peó · d2 blanques peó · f2 blanques peó · g2 blanques peó · h2 blanques peó · a1 blanques torre · b1 blanques cavall · c1 blanques alfil · d1 blanques alfil · f1 blanques torre · g1 blanques rei | a8 blanques dama · f8 negres torre · g8 negres rei · c7 negres peó · e7 negres alfil · f7 negres peó · g7 negres peó · h7 negres peó · a6 negres peó · b5 negres peó · e5 negres cavall · f4 negres cavall · c3 blanques peó · d3 negres dama · h3 negres alfil · a2 blanques peó · b2 blanques peó · d2 blanques peó · f2 blanques peó · g2 blanques peó · h2 blanques peó · a1 blanques torre · b1 blanques cavall · c1 blanques alfil · d1 blanques alfil · f1 blanques torre · g1 blanques rei | a8 blanques dama · f8 negres torre · g8 negres rei · c7 negres peó · e7 negres alfil · f7 negres peó · g7 negres peó · h7 negres peó · a6 negres peó · b5 negres peó · e5 negres cavall · f4 negres cavall · c3 blanques peó · d3 negres dama · h3 negres alfil · a2 blanques peó · b2 blanques peó · d2 blanques peó · f2 blanques peó · g2 blanques peó · h2 blanques peó · a1 blanques torre · b1 blanques cavall · c1 blanques alfil · d1 blanques alfil · f1 blanques torre · g1 blanques rei | a8 blanques dama · f8 negres torre · g8 negres rei · c7 negres peó · e7 negres alfil · f7 negres peó · g7 negres peó · h7 negres peó · a6 negres peó · b5 negres peó · e5 negres cavall · f4 negres cavall · c3 blanques peó · d3 negres dama · h3 negres alfil · a2 blanques peó · b2 blanques peó · d2 blanques peó · f2 blanques peó · g2 blanques peó · h2 blanques peó · a1 blanques torre · b1 blanques cavall · c1 blanques alfil · d1 blanques alfil · f1 blanques torre · g1 blanques rei | a8 blanques dama · f8 negres torre · g8 negres rei · c7 negres peó · e7 negres alfil · f7 negres peó · g7 negres peó · h7 negres peó · a6 negres peó · b5 negres peó · e5 negres cavall · f4 negres cavall · c3 blanques peó · d3 negres dama · h3 negres alfil · a2 blanques peó · b2 blanques peó · d2 blanques peó · f2 blanques peó · g2 blanques peó · h2 blanques peó · a1 blanques torre · b1 blanques cavall · c1 blanques alfil · d1 blanques alfil · f1 blanques torre · g1 blanques rei | a8 blanques dama · f8 negres torre · g8 negres rei · c7 negres peó · e7 negres alfil · f7 negres peó · g7 negres peó · h7 negres peó · a6 negres peó · b5 negres peó · e5 negres cavall · f4 negres cavall · c3 blanques peó · d3 negres dama · h3 negres alfil · a2 blanques peó · b2 blanques peó · d2 blanques peó · f2 blanques peó · g2 blanques peó · h2 blanques peó · a1 blanques torre · b1 blanques cavall · c1 blanques alfil · d1 blanques alfil · f1 blanques torre · g1 blanques rei | a8 blanques dama · f8 negres torre · g8 negres rei · c7 negres peó · e7 negres alfil · f7 negres peó · g7 negres peó · h7 negres peó · a6 negres peó · b5 negres peó · e5 negres cavall · f4 negres cavall · c3 blanques peó · d3 negres dama · h3 negres alfil · a2 blanques peó · b2 blanques peó · d2 blanques peó · f2 blanques peó · g2 blanques peó · h2 blanques peó · a1 blanques torre · b1 blanques cavall · c1 blanques alfil · d1 blanques alfil · f1 blanques torre · g1 blanques rei | 3 |
| 2 | a8 blanques dama · f8 negres torre · g8 negres rei · c7 negres peó · e7 negres alfil · f7 negres peó · g7 negres peó · h7 negres peó · a6 negres peó · b5 negres peó · e5 negres cavall · f4 negres cavall · c3 blanques peó · d3 negres dama · h3 negres alfil · a2 blanques peó · b2 blanques peó · d2 blanques peó · f2 blanques peó · g2 blanques peó · h2 blanques peó · a1 blanques torre · b1 blanques cavall · c1 blanques alfil · d1 blanques alfil · f1 blanques torre · g1 blanques rei | a8 blanques dama · f8 negres torre · g8 negres rei · c7 negres peó · e7 negres alfil · f7 negres peó · g7 negres peó · h7 negres peó · a6 negres peó · b5 negres peó · e5 negres cavall · f4 negres cavall · c3 blanques peó · d3 negres dama · h3 negres alfil · a2 blanques peó · b2 blanques peó · d2 blanques peó · f2 blanques peó · g2 blanques peó · h2 blanques peó · a1 blanques torre · b1 blanques cavall · c1 blanques alfil · d1 blanques alfil · f1 blanques torre · g1 blanques rei | a8 blanques dama · f8 negres torre · g8 negres rei · c7 negres peó · e7 negres alfil · f7 negres peó · g7 negres peó · h7 negres peó · a6 negres peó · b5 negres peó · e5 negres cavall · f4 negres cavall · c3 blanques peó · d3 negres dama · h3 negres alfil · a2 blanques peó · b2 blanques peó · d2 blanques peó · f2 blanques peó · g2 blanques peó · h2 blanques peó · a1 blanques torre · b1 blanques cavall · c1 blanques alfil · d1 blanques alfil · f1 blanques torre · g1 blanques rei | a8 blanques dama · f8 negres torre · g8 negres rei · c7 negres peó · e7 negres alfil · f7 negres peó · g7 negres peó · h7 negres peó · a6 negres peó · b5 negres peó · e5 negres cavall · f4 negres cavall · c3 blanques peó · d3 negres dama · h3 negres alfil · a2 blanques peó · b2 blanques peó · d2 blanques peó · f2 blanques peó · g2 blanques peó · h2 blanques peó · a1 blanques torre · b1 blanques cavall · c1 blanques alfil · d1 blanques alfil · f1 blanques torre · g1 blanques rei | a8 blanques dama · f8 negres torre · g8 negres rei · c7 negres peó · e7 negres alfil · f7 negres peó · g7 negres peó · h7 negres peó · a6 negres peó · b5 negres peó · e5 negres cavall · f4 negres cavall · c3 blanques peó · d3 negres dama · h3 negres alfil · a2 blanques peó · b2 blanques peó · d2 blanques peó · f2 blanques peó · g2 blanques peó · h2 blanques peó · a1 blanques torre · b1 blanques cavall · c1 blanques alfil · d1 blanques alfil · f1 blanques torre · g1 blanques rei | a8 blanques dama · f8 negres torre · g8 negres rei · c7 negres peó · e7 negres alfil · f7 negres peó · g7 negres peó · h7 negres peó · a6 negres peó · b5 negres peó · e5 negres cavall · f4 negres cavall · c3 blanques peó · d3 negres dama · h3 negres alfil · a2 blanques peó · b2 blanques peó · d2 blanques peó · f2 blanques peó · g2 blanques peó · h2 blanques peó · a1 blanques torre · b1 blanques cavall · c1 blanques alfil · d1 blanques alfil · f1 blanques torre · g1 blanques rei | a8 blanques dama · f8 negres torre · g8 negres rei · c7 negres peó · e7 negres alfil · f7 negres peó · g7 negres peó · h7 negres peó · a6 negres peó · b5 negres peó · e5 negres cavall · f4 negres cavall · c3 blanques peó · d3 negres dama · h3 negres alfil · a2 blanques peó · b2 blanques peó · d2 blanques peó · f2 blanques peó · g2 blanques peó · h2 blanques peó · a1 blanques torre · b1 blanques cavall · c1 blanques alfil · d1 blanques alfil · f1 blanques torre · g1 blanques rei | a8 blanques dama · f8 negres torre · g8 negres rei · c7 negres peó · e7 negres alfil · f7 negres peó · g7 negres peó · h7 negres peó · a6 negres peó · b5 negres peó · e5 negres cavall · f4 negres cavall · c3 blanques peó · d3 negres dama · h3 negres alfil · a2 blanques peó · b2 blanques peó · d2 blanques peó · f2 blanques peó · g2 blanques peó · h2 blanques peó · a1 blanques torre · b1 blanques cavall · c1 blanques alfil · d1 blanques alfil · f1 blanques torre · g1 blanques rei | 2 |
| 1 | a8 blanques dama · f8 negres torre · g8 negres rei · c7 negres peó · e7 negres alfil · f7 negres peó · g7 negres peó · h7 negres peó · a6 negres peó · b5 negres peó · e5 negres cavall · f4 negres cavall · c3 blanques peó · d3 negres dama · h3 negres alfil · a2 blanques peó · b2 blanques peó · d2 blanques peó · f2 blanques peó · g2 blanques peó · h2 blanques peó · a1 blanques torre · b1 blanques cavall · c1 blanques alfil · d1 blanques alfil · f1 blanques torre · g1 blanques rei | a8 blanques dama · f8 negres torre · g8 negres rei · c7 negres peó · e7 negres alfil · f7 negres peó · g7 negres peó · h7 negres peó · a6 negres peó · b5 negres peó · e5 negres cavall · f4 negres cavall · c3 blanques peó · d3 negres dama · h3 negres alfil · a2 blanques peó · b2 blanques peó · d2 blanques peó · f2 blanques peó · g2 blanques peó · h2 blanques peó · a1 blanques torre · b1 blanques cavall · c1 blanques alfil · d1 blanques alfil · f1 blanques torre · g1 blanques rei | a8 blanques dama · f8 negres torre · g8 negres rei · c7 negres peó · e7 negres alfil · f7 negres peó · g7 negres peó · h7 negres peó · a6 negres peó · b5 negres peó · e5 negres cavall · f4 negres cavall · c3 blanques peó · d3 negres dama · h3 negres alfil · a2 blanques peó · b2 blanques peó · d2 blanques peó · f2 blanques peó · g2 blanques peó · h2 blanques peó · a1 blanques torre · b1 blanques cavall · c1 blanques alfil · d1 blanques alfil · f1 blanques torre · g1 blanques rei | a8 blanques dama · f8 negres torre · g8 negres rei · c7 negres peó · e7 negres alfil · f7 negres peó · g7 negres peó · h7 negres peó · a6 negres peó · b5 negres peó · e5 negres cavall · f4 negres cavall · c3 blanques peó · d3 negres dama · h3 negres alfil · a2 blanques peó · b2 blanques peó · d2 blanques peó · f2 blanques peó · g2 blanques peó · h2 blanques peó · a1 blanques torre · b1 blanques cavall · c1 blanques alfil · d1 blanques alfil · f1 blanques torre · g1 blanques rei | a8 blanques dama · f8 negres torre · g8 negres rei · c7 negres peó · e7 negres alfil · f7 negres peó · g7 negres peó · h7 negres peó · a6 negres peó · b5 negres peó · e5 negres cavall · f4 negres cavall · c3 blanques peó · d3 negres dama · h3 negres alfil · a2 blanques peó · b2 blanques peó · d2 blanques peó · f2 blanques peó · g2 blanques peó · h2 blanques peó · a1 blanques torre · b1 blanques cavall · c1 blanques alfil · d1 blanques alfil · f1 blanques torre · g1 blanques rei | a8 blanques dama · f8 negres torre · g8 negres rei · c7 negres peó · e7 negres alfil · f7 negres peó · g7 negres peó · h7 negres peó · a6 negres peó · b5 negres peó · e5 negres cavall · f4 negres cavall · c3 blanques peó · d3 negres dama · h3 negres alfil · a2 blanques peó · b2 blanques peó · d2 blanques peó · f2 blanques peó · g2 blanques peó · h2 blanques peó · a1 blanques torre · b1 blanques cavall · c1 blanques alfil · d1 blanques alfil · f1 blanques torre · g1 blanques rei | a8 blanques dama · f8 negres torre · g8 negres rei · c7 negres peó · e7 negres alfil · f7 negres peó · g7 negres peó · h7 negres peó · a6 negres peó · b5 negres peó · e5 negres cavall · f4 negres cavall · c3 blanques peó · d3 negres dama · h3 negres alfil · a2 blanques peó · b2 blanques peó · d2 blanques peó · f2 blanques peó · g2 blanques peó · h2 blanques peó · a1 blanques torre · b1 blanques cavall · c1 blanques alfil · d1 blanques alfil · f1 blanques torre · g1 blanques rei | a8 blanques dama · f8 negres torre · g8 negres rei · c7 negres peó · e7 negres alfil · f7 negres peó · g7 negres peó · h7 negres peó · a6 negres peó · b5 negres peó · e5 negres cavall · f4 negres cavall · c3 blanques peó · d3 negres dama · h3 negres alfil · a2 blanques peó · b2 blanques peó · d2 blanques peó · f2 blanques peó · g2 blanques peó · h2 blanques peó · a1 blanques torre · b1 blanques cavall · c1 blanques alfil · d1 blanques alfil · f1 blanques torre · g1 blanques rei | 1 |
|   | a | b | c | d | e | f | g | h |   |

1. e4 e5 2. Cf3 Cc6 3. Ab5 a6 4. Aa4 Cf6 5. De2
L'obertura és una Ruy López, atac Worrall.
5... b5 6. Ab3 Ae7 7. c3 O-O 8. O-O d5
Aquest moviment implica un sacrifici de peó (Codi ECO C86). Si les blanques l'accepten, les peces negres poden ocupar posicions actives.
9. exd5 Cxd5 10. Cxe5 Cf4 11. De4 Cxe5 12. Dxa8?
Aquest moviment desvia la dama, i permet que les negres muntin un atac al flanc de rei. Les blanques també estan pitjor si prenen un dels cavalls, cosa que podria respondre's amb Cd3 o Ad6. La jugada correcta és 12.d4, a la qual les negres podrien respondre amb 12...Ab7.
12... Dd3!
Amenaçant 13...Ce2+ 14.Rh1 Cg3+ amb escac i mat a continuació.
13. Ad1 Ah3!
Les negres també tenen 13...Ag4, guanyant una peça després de 14.Db7 Axd1 15.Txd1 Ce2+ 16.Rh1 Cg4 17.Df3 Dxf3 18.gxf3 Cxf2+; o 13...Ch3+, guanyant la dama després de 14.gxh3 Axh3 amb la doble amenaça d'escac i mat i de Txa8. La pel·lícula connecta amb la partida en aquest punt (vegeu el diagrama).
14. Dxa6?
Les blanques abandonen la gran diagonal i cauen en un mat forçat. Fins i tot després de 14.Db7 c6 15.Dxe7 Axg2 16.Te1 Cf3+ 17.Axf3 Dxf3, el mat no és lluny.
14... Axg2 15. Te1 Df3
Aquí HAL, fent servir la notació descriptiva, diu: "Ho sento, Frank, em sembla que no l'has vista. Dama a tres alfil, l'alfil pren la dama, el cavall pren l'alfil, i mat."
Això és poc acurat, en dos sentits. D'una banda, el moviment de la dama caldria descriure'l correctament en notació descriptiva com a "dama a sis alfil", i no "dama a tres alfil". D'altra banda, la variant de HAL 15...Df3 16.Axf3 Cxf3# no menciona que les blanques podrien allargar la resistència durant un parell de jugades, per exemple fent 16.Dh6. Alguns conjecturen que aquestes inexactituds són en realitat una subtil forma de presagi ja sigui del mal funcionament de HAL o del seu engany a la tripulació de la nau.
0–1
Poole abandona sense qüestionar l'anàlisi de HAL.